# Pristimantis munozi
Espèce
Pristimantis munozi est une espèce d'amphibiens de la famille des Craugastoridae.

## Répartition
Cette espèce est endémique de la province de Pichincha en Équateur. Elle se rencontre à environ 2 851 m d'altitude dans la réserve écologique Verdecocha.

## Publication originale
- Rojas-Runjaic, Delgado & Guayasamin, 2014 : A new rainfrog of the Pristimantis myersi Group (Amphibia, Craugastoridae) from Volcán Pichincha, Ecuador. Zootaxa, no 3780, p. 36–50.